# Plunket Shield 2010/11
Der Plunket Shield 2010/11 war die 82. Saison des nationalen First-Class-Cricket-Wettbewerbes in Neuseeland und wurde vom 9. November 2010 bis zum 4. April 2011 ausgetragen. Gewinner waren die Canterbury Wizards, die somit ihren 16. Plunket Shield gewannen.

## Format
Die Mannschaften spielten in einer Division gegen jede andere jeweils zwei Spiele. Wenn eine Mannschaft gewinnt und auch nach dem ersten Innings führte, bekommt sie 8 Punkte. Sollte sie nach dem ersten innings zurückgelegen haben 6 Punkte. Wenn eine Mannschaft nach dem ersten Innings geführt hat und das Spiel in einem Draw endet oder das Spiel verloren wird, werden 2 Punkte gutgeschrieben. Wird das Spiel abgesagt werden 3 Punkte vergeben, wird das Spiel begonnen und es gibt keine Entscheidung nach dem 1. Innings bekommen beide Mannschaften 1 Punkt. Des Weiteren ist es möglich, dass Mannschaften Punkte abgezogen bekommen, wenn sie beispielsweise zu langsam spielen oder der Platz nicht ordnungsgemäß hergerichtet ist. Am Ende der Saison ist der Sieger der Division der Gewinner des Plunket Shields.

## Resultate

### Tabelle
Die Tabelle der Saison nahm am Ende die nachfolgende Gestalt an.
| Teams              | Sp. | S | N | U | R | WLF | LWF | DWF | DTF | DLF | ND | A | Punkte | NRW    |
| ------------------ | --- | - | - | - | - | --- | --- | --- | --- | --- | -- | - | ------ | ------ |
| Canterbury         | 10  | 3 | 1 | 0 | 0 | 1   | 0   | 4   | 0   | 0   | 0  | 1 | 41     | +6.583 |
| Otago              | 10  | 3 | 0 | 0 | 0 | 1   | 0   | 0   | 0   | 6   | 0  | 0 | 30     | +8.723 |
| Central Districts  | 10  | 3 | 1 | 0 | 0 | 0   | 0   | 2   | 0   | 3   | 1  | 0 | 29     | +2.227 |
| Northern Districts | 10  | 2 | 2 | 0 | 0 | 1   | 1   | 2   | 0   | 1   | 1  | 0 | 29     | −0.800 |
| Wellington         | 10  | 2 | 3 | 0 | 0 | 0   | 2   | 2   | 0   | 0   | 0  | 1 | 27     | −6.830 |
| Auckland           | 10  | 0 | 6 | 0 | 0 | 1   | 1   | 1   | 0   | 1   | 0  | 0 | 10     | −6.740 |